# フォーディズム
フォーディズム（Fordism）とは、ヘンリー・フォードが自社の自動車工場で行った生産手法や経営思想のこと。フォード主義とも訳される。
現代の資本主義を特徴付ける概念であり、経済学のレギュラシオン理論や、社会学、さらに経済地理学などで言及されることが多い。もともとは、イタリアの思想家アントニオ・グラムシの命名によるとされている。

## 概要
- 第一の意味：

アメリカのフォード・モーター社が、科学的管理法を応用して開発した生産システムのこと。フォード・モデルTの成功を受けて、1950年代から普及していった。その中心はベルトコンベアであり、コンベアの速度が生産能率を決める、という仕組みになっている。製品の単純化、部品の標準化などが特徴として挙げられる。生産高に比例して賃金も上昇する生産性インデックス賃金という仕組みが取り入れられたことで、労働者の士気が上がり、購買力も上昇した。このように、フォーディズムは高度経済成長のために欠かせないモデルとなった。また、後のトヨタ自動車の生産方式（論者によってはフォーディズムにちなんでトヨティズムと呼ばれる）にも影響を与えることになった。
- 第二の意味：

レギュラシオン理論においては、フォーディズムとは、第二次世界大戦後から1970年代までの高度経済成長期の経済体制を指す。すなわち、生産性の向上による大量生産の実現（内包的な蓄積体制）に対して、消費拡大による好循環を生み出すために、労働組合の承認、最低賃金制度の確立、ケインズ経済政策や社会保障政策を通じた需要拡大などが図られた（独占的な調整様式）。
|          | 19世紀後半 | 20世紀前半（第二次大戦まで） | 戦後1970年代半ばまで |
| -------- | ---------- | ---------------------------- | -------------------- |
| 発展様式 | イギリス型 | 過渡期                       | フォーディズム       |
| 調整様式 | 競争的     | 競争的                       | 独占的               |
| 蓄積様式 | 外延的     | 内包的                       | 内包的               |